# NGC 2820
NGC 2820 este o galaxie spirală situată în constelația Ursa Mare. A fost descoperită în 3 aprilie 1791 de către William Herschel. Se află la o distanță de 27,54 de megaparseci de Pământ.